# Filmstudio

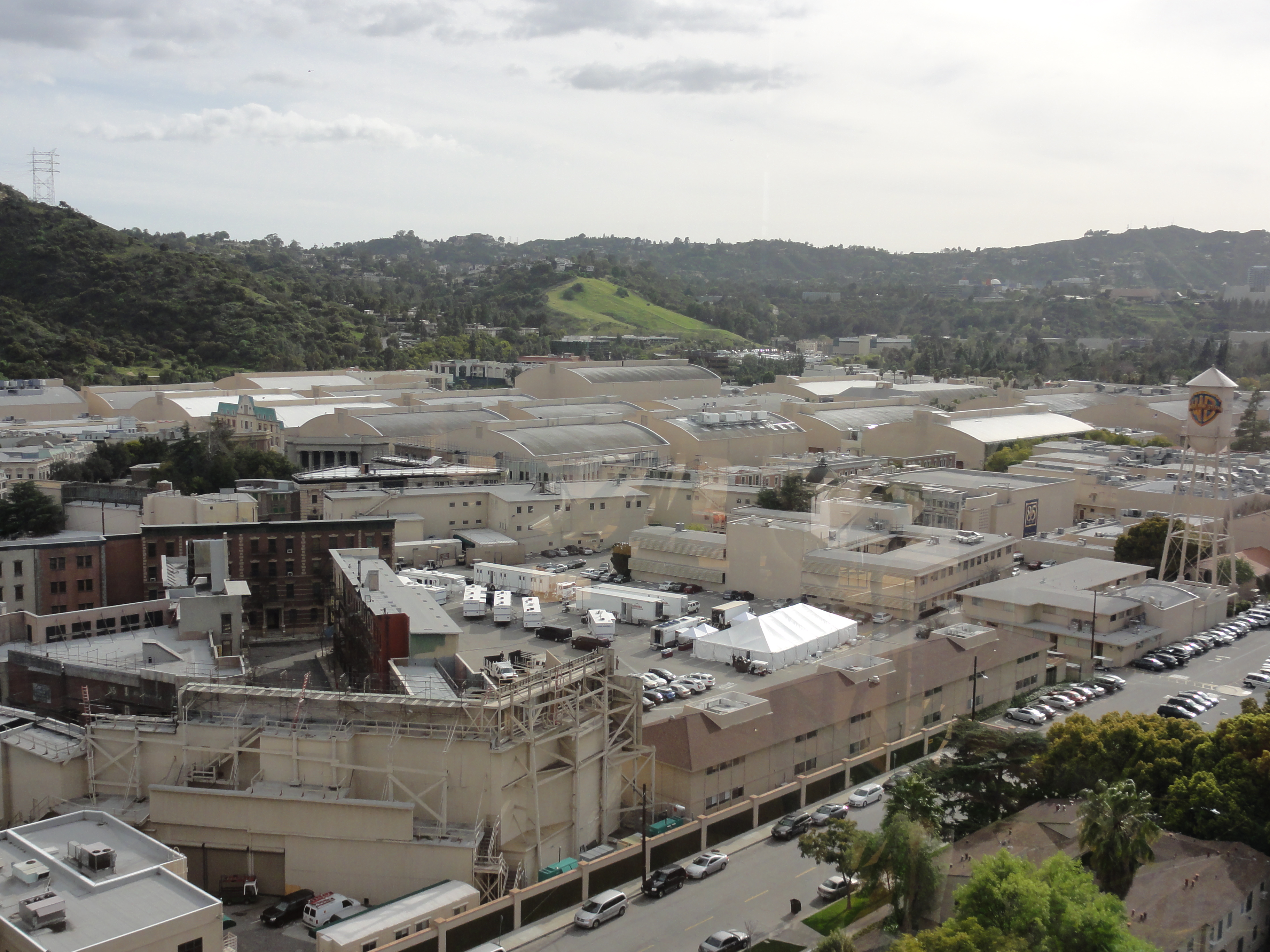
Blick auf die Warner Bros. Studios in Burbank.

Unter einem Filmstudio (oder Filmatelier) versteht man im deutschen Sprachraum ein Gebäude, das zur Durchführung von Filmaufnahmen dient. Im englischen Sprachraum, insbesondere in den Vereinigten Staaten, wurde mit „Filmstudio“ oder kurz „Studio“ zur Zeit des Studiosystems in Hollywood eine gesamte Filmproduktionsgesellschaft bezeichnet, einschließlich des zugehörigen Verleihbetriebs sowie aller Gebäude und Außenanlagen, die der Filmproduktion dienten. Der zentrale Bestandteil eines modernen Filmstudios ist die Soundstage.

## Geschichte

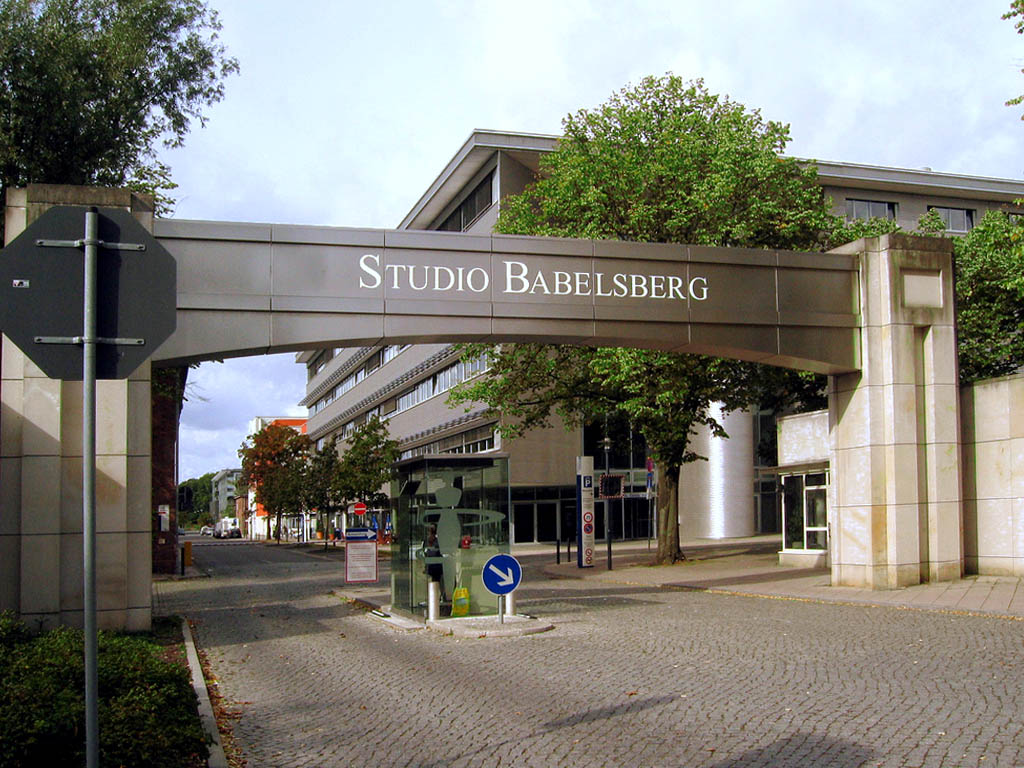
Das Studio Babelsberg in Potsdam bei Berlin entstand 1912 und war damit das erste große Filmstudio der Welt – und ein Vorläufer zu Hollywood. Es produziert auch heute zahlreiche deutsche und internationale Filme.

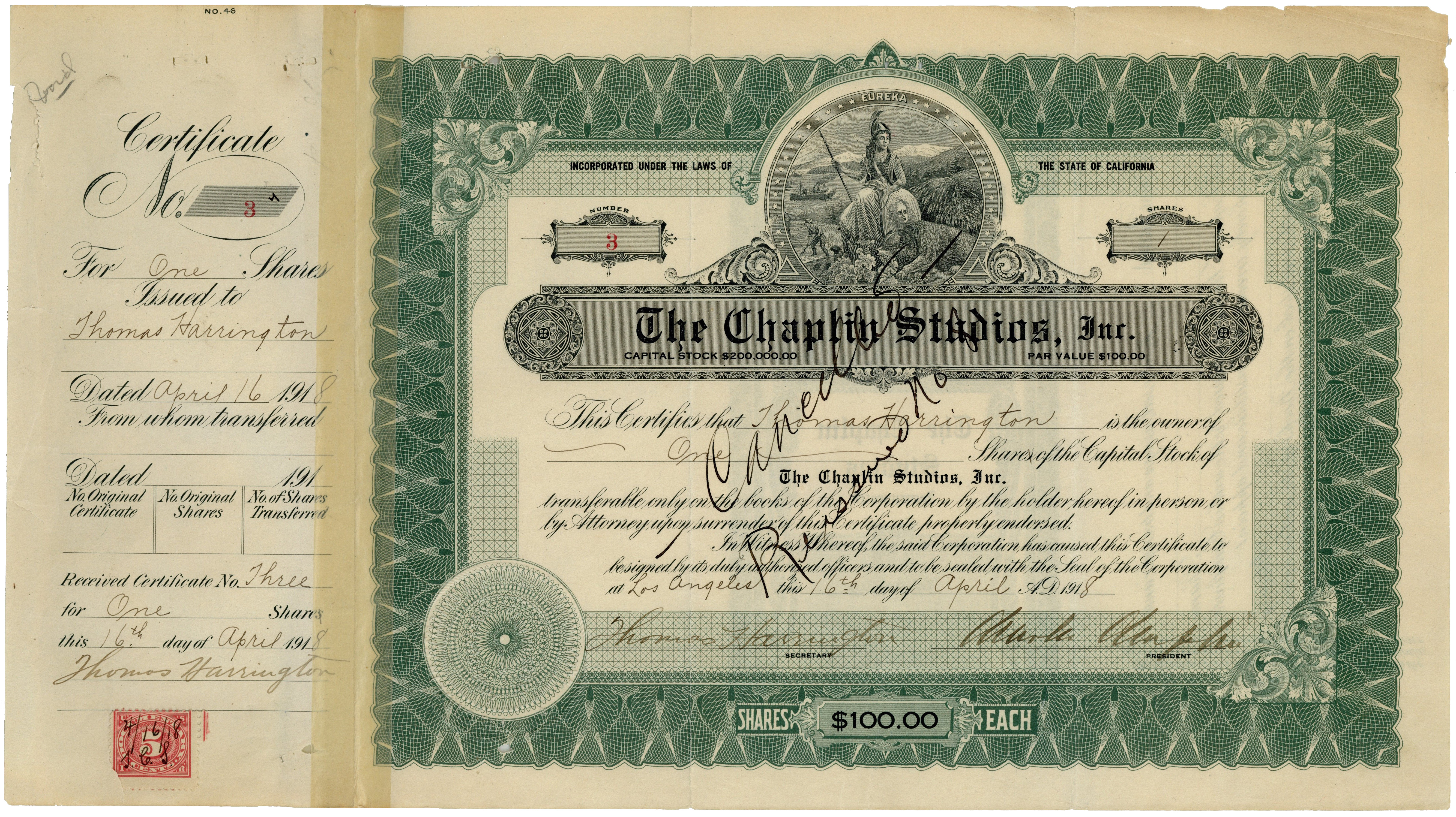
Aktie des am 13. März 1918 von Charlie Chaplin in Hollywood gegründeten Filmstudios, ausgestellt am 16. April 1918 in Los Angeles, im Original unterschrieben von Charlie Chaplin als Präsident

Da die ersten Filme noch sehr lichtschwach waren, waren die Filmhersteller in der frühen Stummfilmzeit auf Sonnenlicht angewiesen. Die ersten Filmateliers waren daher große Glashäuser. Das Sonnenlicht war auch einer der Hauptgründe, warum die ursprünglich an der Ostküste angesiedelte US-Filmindustrie noch im ersten Jahrzehnt des 20. Jahrhunderts ins sonnige Kalifornien, nach Hollywood, umzog. Später, etwa nach dem Ersten Weltkrieg, lösten starke elektrische Lampen das Sonnenlicht ab und die Ateliers wurden finsterer gebaut – „das künstliche Licht ward Alleinherrscher“.

## Begriffsdefinition
Zum Bedeutungsunterschied von „Filmstudio“ und „Filmatelier“ im englischen und deutschen Sprachraum schrieb der Filmtheoretiker L'Estrange Fawcett 1928: „Das Wort Atelier (studio) bezeichnet also in Amerika eine Ansammlung von Bauten, die der Filmerzeugung dienen, und nicht wie in Europa ein lufthallenähnliches Gebäude, wo das Drehen der Filme vorgenommen wird und das man in Hollywood ‚Bühne‘ (stage) nennt.“
Der in den USA geprägte Begriff „Filmstudio“ wird in der Regel als Bezeichnung für eine Filmproduktionsgesellschaft mitsamt all ihren Anlagen zur Filmherstellung verwendet. Dies rührt daher, da zur Herstellung von Filmen früher ein eigenes Filmstudio unabdingbar war, und ein Filmstudiobesitzer zugleich auch Filmproduzent in Personalunion war. Heutzutage befinden sich Filmstudios entweder im Besitz von Filmproduktionsgesellschaften oder werden von ihren Besitzern an Filmproduzenten vermietet.
Im letzteren Fall ist der Besitzer auf die Vermietung seiner Anlagen angewiesen und hat für gewöhnlich keinen Einfluss auf Besetzung oder Inhalt des Films. Im erstgenannten Fall werden die Studios hauptsächlich vom Eigentümer benutzt, und nur zur besseren Auslastung der Kapazitäten auch vermietet. Zahlreiche, vor allem kleinere, Filmproduktionsgesellschaften sind auf das Anmieten von Studiokapazitäten mangels eigener Einrichtungen angewiesen.

## Eigenständige Filmstudios
Eigenständige Filmstudios produzieren selber keine Filme und sind daher zur Erzielung eines finanziellen Gewinnes auf die Vermietung hauptsächlich an Filmproduktionsgesellschaften angewiesen, die über keine oder ungeeignete Filmstudios verfügen. Produziert ein Filmstudio selber auch Filme, so handelt es sich in Wahrheit um eine Filmproduktionsgesellschaft, die über ein eigenes Studio verfügt.

## Belege
1. ↑  Certificate of incorporation of The Chaplin Studios Inc. : 13th day of March, 1918/. In: Charlie Chaplin Archive. Fondazione Cineteca di Bologna, abgerufen am 16. April 2023 (englisch).
2. ↑  S. Walter Fischer: Technisches. In: L'Estrange Fawcett: Die Welt des Films. Amalthea, Zürich/Leipzig/Wien 1928, S. 193.
3. ↑  L'Estrange Fawcett: Die Welt des Films. Übersetzt von C. Zell, ergänzt von S. Walter Fischer. Amalthea, Zürich/Leipzig/Wien 1928, S. 18. Digitalisat